# 3-Chlor-4-nitroanilin
3-Chlor-4-nitroanilin ist eine chemische Verbindung aus der Gruppe der Nitroaniline. Der gelbe Feststoff löst sich nahezu nicht in Wasser und ist – wie alle Nitroaniline – giftig.